# Scott Roop
Scott Roop es un deportista estadounidense que compitió en remo. Ganó cuatro medallas en el Campeonato Mundial de Remo entre los años 1976 y 1982.

## Palmarés internacional
| Campeonato Mundial | Campeonato Mundial | Campeonato Mundial | Campeonato Mundial      |
| Año                | Lugar              | Medalla            | Prueba                  |
| ------------------ | ------------------ | ------------------ | ----------------------- |
| 1976               | Villach (Austria)  | Medalla de bronce  | Ocho con timonel ligero |
| 1980               | Malinas (Bélgica)  | Medalla de plata   | Doble scull ligero      |
| 1981               | Múnich (RFA)       | Medalla de oro     | Scull individual ligero |
| 1982               | Lucerna (Suiza)    | Medalla de plata   | Scull individual ligero |